# بوب هال
بوب هال (بالإنجليزية: Bob Hall)‏ هو سياسي أمريكي، ولد في 5 مارس 1942 في تامبا في الولايات المتحدة. حزبياً، نشط في الحزب الجمهوري. وقد انتخب عضو مجلس ولاية تكساس.